# Herbert von Bismarck
Nikolaus Heinrich Ferdinand Herbert Fürst (kníže) von Bismarck (28. prosince 1849 Berlín – 18. září 1904 Friedrichsruh) byl německý politik.

## Životopis
Herbert von Bismarck se narodil v Berlíně jako nejstarší syn říšského kancléře Otto von Bismarcka a Johanny , roz. von Puttkamer. Měl ještě starší sestru Marii (nar. 1847) a mladšího bratra Viléma (nar. 1852).
Studoval práva, účastnil se francouzsko-pruské války v řadách kavalerie (v srpnu 1870 byl raněn u Mars-la-Touru). V roce 1873 vstoupil do diplomatických služeb, na přání svého otce, a nejprve působil převážně jako jeho osobní sekretář. Během tohoto působení se ovšem také podílel na zahraničních cestách. Takto byl vyslán jako velvyslanecký rada do Londýna (1882), Petrohradu a Haagu (oba 1884). V roce 1885 byl jmenován státním podsekretářem (podtajemníkem), a o rok později se stal státním sekretářem pro zahraniční záležitosti (Německé císařství nemělo ministerstvo zahraničí, byl tedy jakýmsi kvazi ministrem zahraničí). V Pruském království se stal v roce 1888 ministrem. Se svým otcem měl od roku 1881 velmi komplikovaný vztah, neboť Herbert zamýšlel sňatek s o 10 let starší rozvedenou katoličkou, kněžnou Elisabeth von Carolath-Beuthen. Prostřednictvím výhrůžek a vydírání, že jej vydědí, nakonec otec dosáhl svého. Právě tato zkušenost přispěla k tomu, že se z Herberta stal zahořklý muž, jehož zálibou byl alkohol. Díky svému hodně nevlídnému vystupování se stal u svých současníků velmi neoblíbeným. Byly mu přisuzovány dobré vyhlídky na nástupnictví v úřadu kancléře po svém otci.
Roku 1892 se nakonec oženil s hraběnkou Marguerite Hoyos, která pocházela ze zámožného rodu uherských magnátů původem ze Španělska, přičemž sama byla napůl Angličanka. Jejím dědečkem byl Robert Whitehead, vynálezce torpéda. Společně s Herbertem měli 5 dětí.
Poté, co císař Vilém II. Pruský v březnu 1890 požadoval demisi jeho otce Otto von Bismarcka, opustil svůj úřad pár dní poté také Herbert, a to navzdory Vilémovým protestům.
V roce 1893 byl zvolen do Reichstagu za Svobodně-konzervativní stranu (Freikonservative Partei).
Když roku 1898 zemřel jeho otec, Herbert po něm zdělil titul knížete von Bismarck-Schönhaussen.
10 let po své smrti obdržel Herbert k uctění své památky v mramoru vytvořený epitaf v kostele v Schönhausenu (sochařská práce Wilhelma Wandschneidera).
Je autorem díla „Politische Reden 1878–1898" (Politické hovory 1878–1898).

## Děti
- 1. Hannah von Bismarck (22. 11. 1893 Schönhausen – 12. 6. 1971 Hamburk), manž. 1915 Leopold von Bredow (31. 10. 1875 Brieselang – 1. 10. 1933 Lausanne)[3]
- 2. Goedela von Bismarck (4. 3. 1896 Schönhausen – 12. 6. 1981 Darmstadt), manž. 1919 hrabě Hermann Keyserling (20. 7. 1880 Könno – 26. 4. 1946 Innsbruck)[3]
- 3. Otto von Bismarck (25. 9. 1897 Schönhausen – 24. 12. 1975 Friedrichsruh), politik, diplomat, poslanec Bundestagu za DNVP a CDU, manž. 1928 Ann-Mari Tengbom (26. 7. 1907 Stockholm – 22. 9. 1999 Marbella)[3]
- 4. Gottfried von Bismarck-Schönhausen (29. 3. 1901 Berlín – 14. 9. 1949 Verden), říšský poslanec, spolu s manželkou tragicky zahynul při autonehodě, manž. 1937 hraběnka Melanie z Hoyos (29. 2. 1916 Vídeň – 14. 9. 1949 Verden)[4]
- 5. Albrecht von Bismarck-Schönhausen (6. 7. 1903 Friedrichsruh – 16. 10. 1970 Ženeva), manž. 1955 Mona Strader (5. 2. 1897 Louisville – 10. 7. 1983 Paříž)[3]